# Relazioni bilaterali tra Italia e Kazakistan
Le relazioni bilaterali tra Italia e Kazakistan sono le relazioni diplomatiche tra la Repubblica italiana e la Repubblica del Kazakistan.
Il 18% delle esportazioni del Kazakistan (per un totale di 7,3 milioni di euro nel 2015) è diretto in Italia, la maggior parte di tutti gli altri paesi, tra cui Russia e Cina, che condividono un confine con il Kazakistan. La compagnia petrolifera statale italiana detiene una quota del 16,8% nel giacimento petrolifero Kashagan nel bacino del Mar Caspio del Kazakistan e una quota del 29,25% nel giacimento di gas Karachaganak con la compagnia petrolifera statale del Kazakistan KazMunayGas.